# Santa Rosa (California)
Santa Rosa è una città degli Stati Uniti d'America, capoluogo della contea di Sonoma nello Stato della California.
Alla data del 2015, la popolazione di Santa Rosa ammontava a 174 972 residenti. Santa Rosa è la città più grande della Wine Country californiana ed è la quinta maggiore città della San Francisco Bay Area, dopo San Jose, San Francisco, Oakland, e Fremont.
L'area metropolitana di Santa Rosa conta una popolazione totale di 486 630 persone, che ne fanno la 12^ area metropolitana più popolata della California e la 105^ degli Stati Uniti.

## Geografia fisica

### Territorio
Santa Rosa è situata a 90 km a nord di San Francisco, nella contea di Sonoma, ed è vicina alla Napa Valley ed alla Silicon Valley.
Secondo lo United States Census Bureau, la città ha un'area totale di 40,37 km², dei quali 40,13 km² di superficie terrestre e 0,25 km² (0,62%) coperti da acque interne.
La città fa parte della regione di North Bay, la quale include le città di Sonoma, Healdsburg e Sebastopol. Giace lungo la US Route 101, circa (55 miles) 90 km a nord di San Francisco, via Golden Gate Bridge.
Santa Rosa si trova nella pianura di Santa Rosa Plain; le sue estremità più ad est si allungano sulla Valley of the Moon, e verso il Sonoma Creek watershed conosciuta come Sonoma Valley, mentre il suo lato ovest giace sul bacino Laguna de Santa Rosa.
Attraversa la città il fiume Santa Rosa Creek, che nasce nella Hood Mountain e sfocia nella Laguna de Santa Rosa. Corsi d'acqua che sfociano sul Santa Rosa Creek che scorrono lungo i margini della città sono il Brush Creek, il Matanzas Creek, il Colgan Creek e il Piner Creek. Altri bacini acquatici significanti all'interno dei limiti della città sono il Fountaingrove Lake, Lake Ralphine, e Santa Rosa Creek Reservoir.
Il picco più prominente è la Hood Mountain a est. A sud est si trova, Taylor Mountain e Sonoma Mountain che sono visibili da quasi ogni luogo nella città.

### Flora e fauna
A causa della sua popolazione, la maggior parte delle aree verdi di Santa Rosa si trovano nella periferia urbana che include gli argini del Santa Rosa Creek e dei suoi affluenti, i quali scorrono verso il cuore della città.
I grandi aironi blu, le garzette, le snowy egret e i black-crowned herons nidificano negli alberi vicino a West Ninth Street così come lungo Santa Rosa Creek e nel centro.
I cervi spesso si vedono nelle vicinanze delle colline a est e si avventurano fino alla Franklin Avenue nella McDonald area; gruppi di tacchini selvatici sono relativamente comuni in alcune aree, e i puma sono occasionalmente avvistati entro i limiti della città.
I procioni e gli opossum sono comuni all'interno dei confini della città, mentre le volpi, e i conigli si possono trovare facilmente nella maggior parte delle aree rurali.
La città inoltre confina e si estende lungo la parte a nord dell'Annadel State Park che si estende sulle montagne di Sonoma e nella Sonoma Valley. Annadel State Park include anche Spring Lake County Park e Howarth Park, che formano un sistema continuo di parchi che permette ai visitatori di avventurarsi in habitat naturali.

### Clima

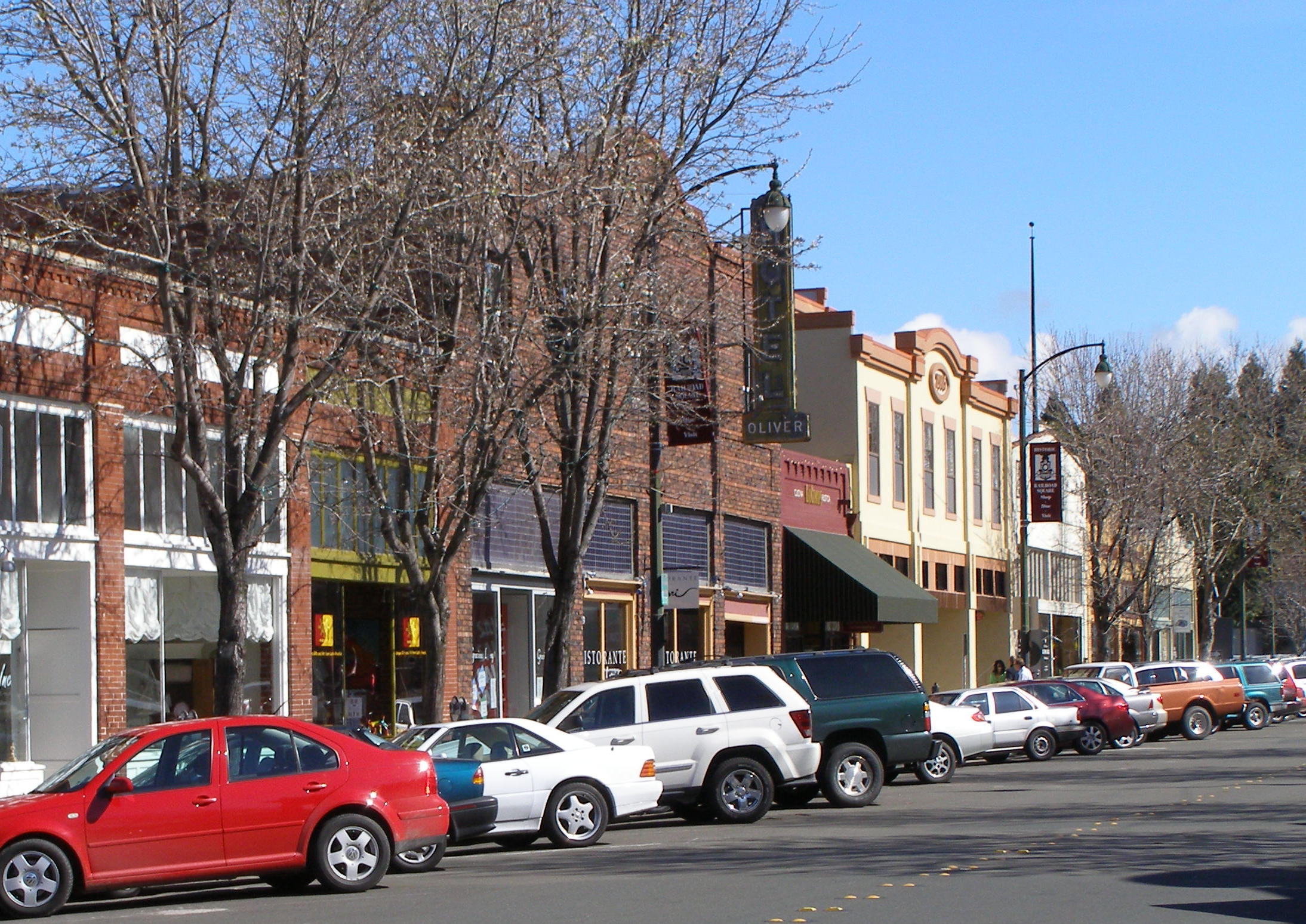
Ristoranti e altri negozi occupano alcuni edifici storici nel distretto della vecchia ferrovia Santa Rosa's Railroad Square district nel centro della città lungo Fourth Street.

Santa Rosa ha inverni piovosi e freschi e estati secche. In estate, nebbia e foschia spesso si alzano dall'Oceano Pacifico durante la sera o di mattina. Di solito rischiara e la temperatura si alza nella tarda mattinata o a mezzogiorno per poi ritornare nella tarda serata a volte può durare l'intera giornata. Le precipitazioni sono all'incirca di 30,45 mm, 74 giorni all'anno in media. L'anno più piovoso fu il 1983 con 63,07 mm di precipitazioni e il più secco il 1976 con 11,38 mm. Il mese con la maggiore precipitazione fu febbraio 1998 con 19,42 mm e il giorno più piovoso fu il 19 dicembre 1981 con in 24 ore 5,23 mm. Le precipitazioni nevose sono rare nella pianura, leggere nevicate invece accadono nelle montagne circostanti.
Ci sono di media 28,9 giorni l'anno con una temperatura di 32° (90 °F) o più e 30,2 giorni all'anno con temperature di 0° (32 °F) o inferiori. Il massimo di temperatura raggiunto è stato 43° (110 °F) il 13 settembre 1971, e il minimo raggiunto è stato di - 9,5° (15 °F) il 13 dicembre 1932.
| Mese      | Massime (°C) | Minime (°C) | Precip. (cm) |
| --------- | ------------ | ----------- | ------------ |
| Gennaio   | 14           | 3           | 15,74        |
| Febbraio  | 17           | 4           | 11,78        |
| Marzo     | 18           | 5           | 11,02        |
| Aprile    | 21           | 6           | 4,57         |
| Maggio    | 24           | 8           | 0,79         |
| Giugno    | 27           | 10          | 0,76         |
| Luglio    | 29           | 11          | 0            |
| Agosto    | 28           | 11          | 0            |
| Settembre | 28           | 11          | 1,52         |
| Ottobre   | 25           | 8           | 4,72         |
| Novembre  | 18           | 6           | 12,2         |
| Dicembre  | 14           | 3           | 12,6         |

### Sismica
Santa Rosa giace sopra la Healdsburg-Rodgers Creek segment della Hayward-Rodgers Creek Fault System. La U.S. Geological Survey stima la possibilità che avvenga un terremoto di magnitudo 6,7 o maggiore in questo segmento entro il 2030.
Il 14 aprile 2005, la United States Geological Survey pubblicò una mappa che illustrava i risultati di uno studio che misura i movimenti tellurici durante un terremoto. La mappa ha determinato che il terremoto di San Francisco del 1906 fu maggiormente sentito nell'area tra Santa Rosa e quella che è ora Sebastopol, causando più danni a Santa Rosa (rispetto alle sue dimensioni di allora) che in ogni altra zona colpita dal sisma.
Due terremoti di magnitudo 5,6 e 5,7 colpirono Santa Rosa il 1º ottobre 1969, danneggiando circa 100 strutture. Questi furono i più forti terremoti a colpire la città dopo quello del 1906. L'epicentro si trovava circa 3 km a nord di Santa Rosa.

## Storia

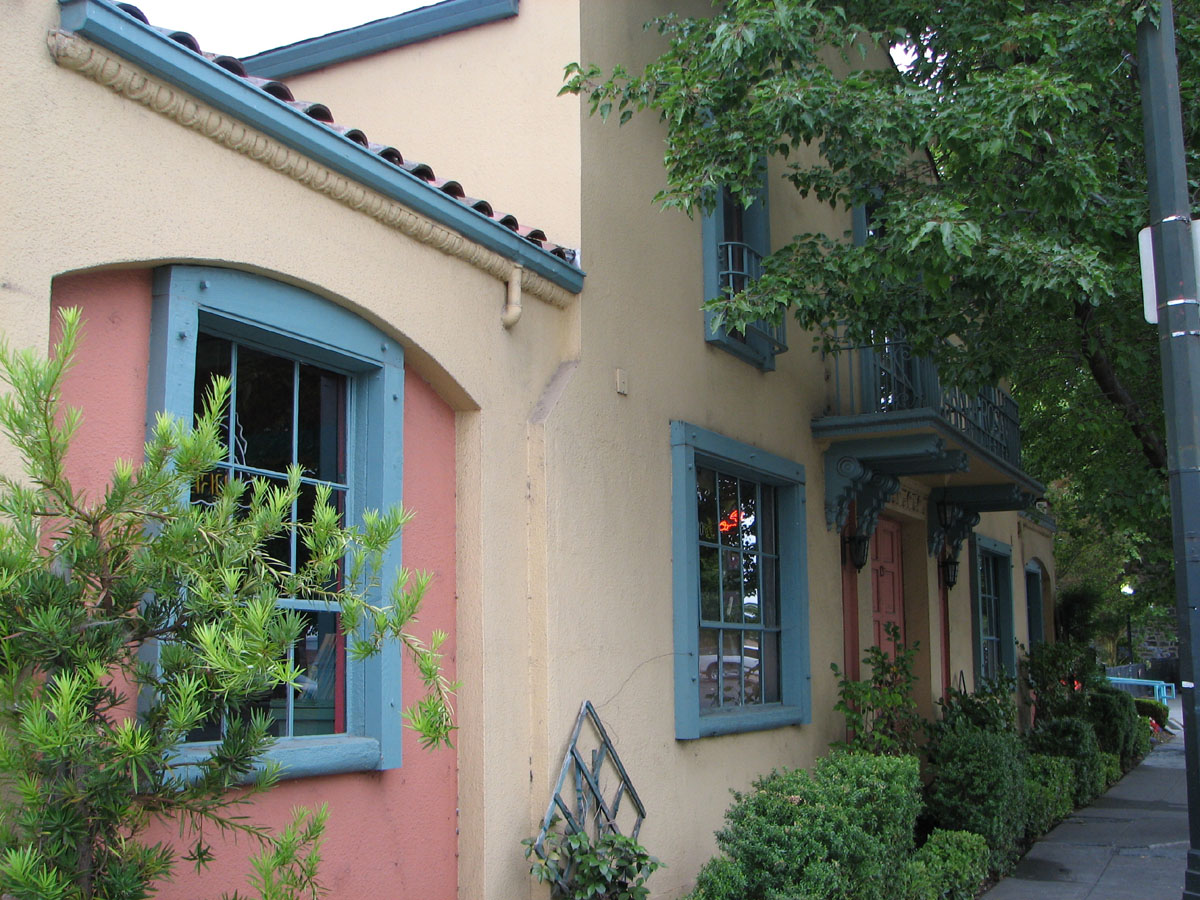
Petaluma & Santa Rosa Railroad Station

I primi residenti europei conosciuti a Santa Rosa furono la famiglia Carrillo, sottoposti a Mariano Guadalupe Vallejo, che fondò Sonoma pueblo e Petaluma. Nel 1830, durante il periodo messicano, la famiglia di María López de Carrillo costruì una mansione nel loro Rancho Cabeza de Santa Rosa, poco ad est di quello che successivamente divenne il centro di Santa Rosa. Tuttavia già dal 1820, prima che i Carrillo costruissero la loro mansione nel 1830, spagnoli e messicani provenienti dalla vicina Sonoma e altri si insediarono nell'area con coltivazioni agricole e allevamenti tra la valle del Santa Rosa Creek e del Matanzas Creek, vicino all'intersezione tra la moderna Santa Rosa Ave. e la Sonoma Ave. Questa fu anche l'origine del nome di Matanzas Creek infatti essendo quel luogo usato per macellare gli animali fu chiamato La Matanza.
Nel 1850, un ufficio postale della Wells Fargo e un general store furono costruiti in quella che è ora il centro (downtown) di Santa Rosa. Verso il 1855, alcuni influenti personaggi locali, incluso Julio Carrillo, figlio di Maria Carrillo, trasformarono l'incrocio della strade principali di Santa Rosa in una piazza pubblica centrale, piazza che rimane come conforme, anche per le strade adiacenti, attualmente a Santa Rosa, piazza centrale, ora chiamata Old Courthouse Square.
Nel 1867, la contea riconobbe Santa Rosa come città e nel 1868 essa fu confermata dallo Stato, facendola diventare la terza città in ordine di grandezza nella contea di Sonoma, dopo Petaluma, nel 1858, e Healdsburg, nel 1867.
La U.S. Census records, tra l'altro, fa vedere che dopo che la California divenne stato, dopo essere stata come indice di crescita molto vicina se non quasi appaiata a Petaluma nel corso dei decenni 1850 - 1860, Santa Rosa iniziò a crescere in fretta. Secondo lo U.S. Census, nel 1870 Santa Rosa divenne l'ottava città più grande della California, e il capoluogo di una delle più popolose contee dello Stato. La crescita e lo sviluppo tuttavia dopo quel periodo furono rapide ma stazionarie.
Come conseguenza, la città continuò a crescere mentre altri centri intorno ad essa declinarono o rimasero immutati, e nel 1900 essa fu superata da molti altri centri nella San Francisco Bay Area e nel Sud California. Secondo un articolo del 1905 del giornale the Press Democrat che era intitolato "Battaglia dei Treni," la città aveva allora più di 10.000 abitanti.
Il 18 aprile 1906 il terremoto di San Francisco distrusse praticamente l'intera città, ma la popolazione non subì grosse perdite. Tuttavia, dopo quel periodo, l'indice di crescita di Santa Rosa, così come quello di gran parte dell'area, diminuì.
Il famoso regista Alfred Hitchcock ha girato il suo thriller Shadow of a Doubt a Santa Rosa nel 1943; il film, che è stato pubblicato anche in VHS e DVD, dà immagini della Santa Rosa negli anni 1940. Molti degli edifici che appaiono nel fim non esistono più, a causa di una grande ricostruzione che seguì il terremoto del settembre 1969. Sebbene alcuni edifici, come il deposito della Northwestern Pacific Railroad e l'Empire Building (costruito nel 1910 con una torre dell'orologio dorata), ancora sopravvivono.

### Post II guerra mondiale

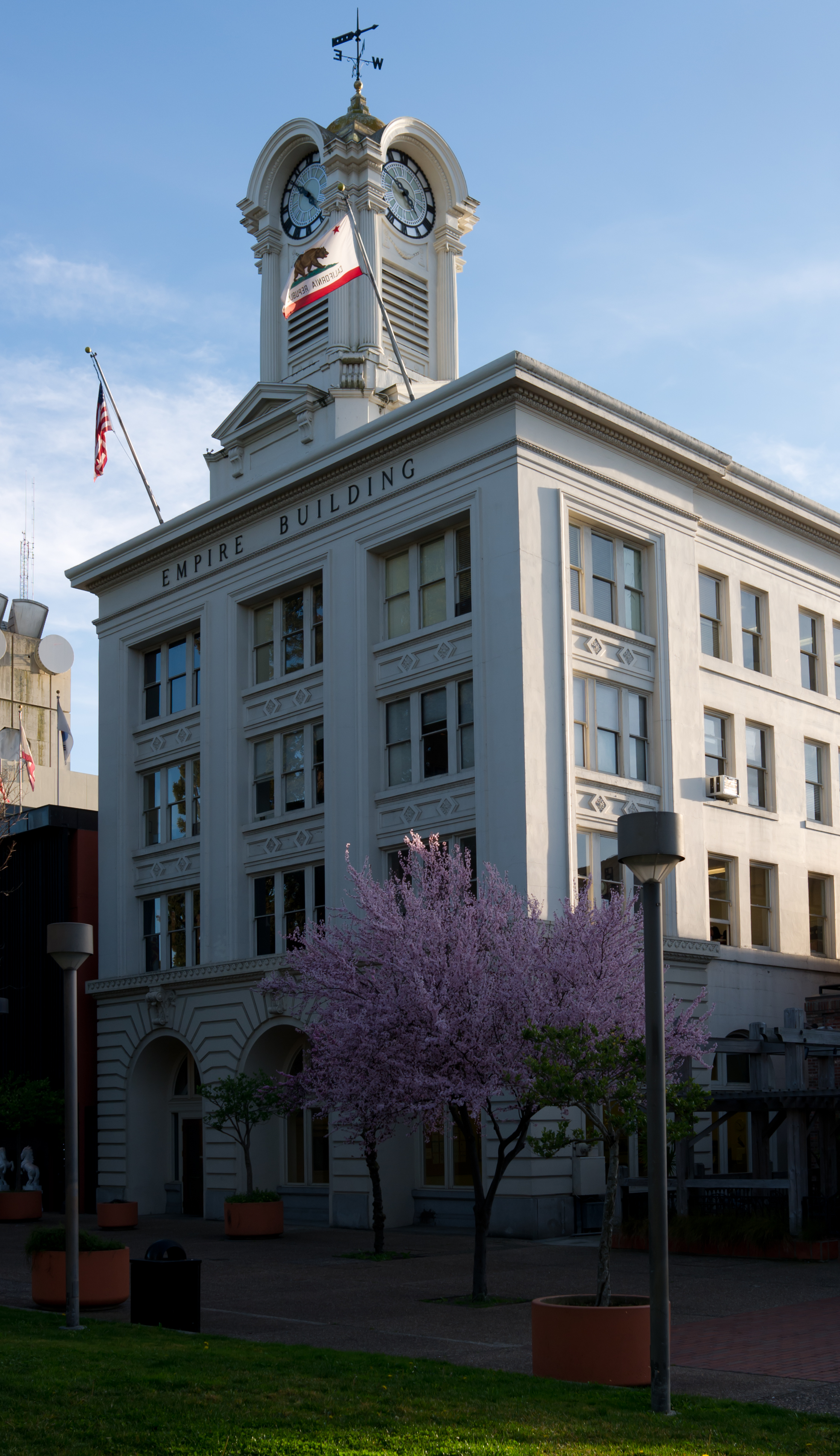
Old Courthouse Square è il cuore di Santa Rosa. Si tratta dell'Empire Building, completato nel 1910 e un tratto storico della Sonoma County. Si vede in Shadow of a Doubt di Alfred Hitchcock.

Con la fine della seconda guerra mondiale nel 1945, Santa Rosa ebbe una sostanziale crescita nei successivi 25 anni. La popolazione crebbe dei 2/3 dal 1950 al 1970, al ritmo di 1000 nuovi residenti all'anno. Una parte della crescita è dovuta all'immigrazione, e una parte per l'annessione di porzioni di aree limitrofe.
Nel 1958 United States Office of Civil and Defense Mobilization designò Santa Rosa come uno dei propri otto quartier generali regionali, con giurisdizione sulla Region 7, che include American Samoa, Arizona, California, Guam, Hawaii, Nevada, e Utah. Santa Rosa continuò ad essere un centro di rilevanza per l'attività della civil defense (con gli Uffici Office of Emergency Planning e Office of Emergency Preparedness) fino al 1972 quando il Federal Emergency Management Agency (FEMA) fu creato al suo posto terminando la storia durata 69 anni della Difesa Civile.
Quando il City Council adottò il City's first modern General Plan nel 1991, la popolazione era di 113.000 abitanti. Nei 21 anni trascorsi dal 1970, Santa Rosa era cresciuta di circa 3000 residenti all'anno il triplo della crescita media conseguita nel precedente ventennio.
Santa Rosa 2010, il General Plan del 1991, era pensato per una popolazione di 175.000 abitanti nel 2010. The Council espanse i confini della città a tutte le periferie e dichiarò che sarebbe stato il confine finale di Santa Rosa. La rapida crescita divenne pura espansione di routine.
Dopo cinque anni, nel 1996, the Council estese il periodo di osservazione di ulteriori dieci anni, rinominandolo Vision 2020 (Santa Rosa 2020, e poi Santa Rosa 2030 Vision), aggiungendo più territori e popolazione. Ora il progetto prevede una popolazione di 195.000 abitanti nel 2020.
Nell'ottobre 2017, la contea di Sonoma è stata devastata da un terribile incendio che ha causato 13 morti solo nella contea di cui Santa Rosa è capitale. Interi quartieri della città sono stati distrutti dalle fiamme e sono stati diramati ordini di evacuazione per migliaia di cittadini.

### Pubblicazioni di Storia della città
Lo storico locale Gaye LeBaron, giornalista di Press Democrat in pensione, è autore di: Santa Rosa: a 19th Century Town; e Santa Rosa: a 20th Century Town. La Sonoma State University Library, a Rohnert Park, ha la documentazione di Gaye LeBaron: 700 fascicoli di ricerche e di materiali che contengono più di 10.000 documenti.

## Società

### Evoluzione demografica
- 1860=1.623
- 1870=2.898
- 1880=3.616
- 1890=5.220
- 1900=6.673
- 1910=7.817
- 1920=8.758
- 1930=10.636
- 1940=12.605
- 1950=17.902
- 1960=31.027
- 1970=50.006
- 1980=82.658
- 1990=113.313
- 2000=147.595

Nel 2008, la popolazione contava 161.496 persone, 56.036 erano proprietari della loro abitazione, e 35.134 famiglie residenti in città. La densità di popolazione era di 1.420, 1 persone per km² (3.678,3 per miglio quadrato). C'erano 57.578 unità abitative per una densità di circa 554.0/km² (1.434.9/sq mi). La suddivisione razziale in città era 74,4% bianchi, 2,3% neri afroamericani, 0,9% indiani nativi americani, 5,5% asiatici, 0,2% polinesiani, 13,1% di altre razze, e 3,7% meticci.
Il 23,5% della popolazione è ispanica.
Secondo i dati del censimento del 2000, vi erano 63.153 nuclei famigliari dei quali il 30,9% aveva figli conviventi sotto i 18 anni, il 46,9% erano coppie sposate conviventi, l'11,0% era un capo famiglia donna priva di marito, e il 37,3% non erano famiglie. Il 27,8% erano single e l'11,9% erano persone al di sopra dei 65 anni che vivevano da sole. La composizione media dei nuclei famigliari era di 2,57 persone e la media dei gruppi famigliari era di 3,14.
Nella città la popolazione era costituita per il 24,3% da persone sotto i 18 anni, per il 9,5% dai 18 ai 24, per il 30,0% dai 25 ai 44, per il 22,3% dai 45 ai 64, ed il 13,9% erano persone dai 65 anni in su.
L'età media era di 36 anni. Ogni 100 donne c'erano 95,4 maschi. Per ogni 100 donne dai 18 anni in su c'erano 91,2 uomini.
Il salario medio dei nuclei famigliari in città era di $50.931, e il salario medio di ogni famiglia era di $59.659.
Gli uomini hanno un salario medio di $40.420 contro $30.597 per le donne.
Il guadagno medio per persona per la città è di $24,495. L'8,5% della popolazione ed il 5,1% delle famiglie si trovano sotto la soglia di povertà.
Rispetto all'intera popolazione, il 9,5% di coloro al di sotto dei 18 anni ed il 4,7% di coloro sopra i 65 anni vivono sotto alla soglia di povertà.

## Cultura

### Istruzione
College
- Empire College
- Santa Rosa Junior College

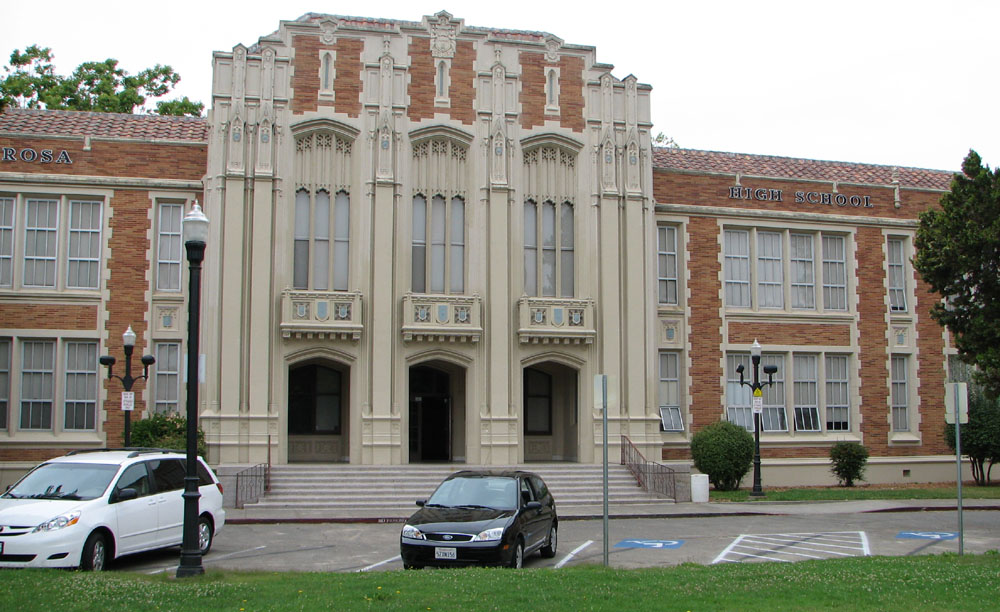
Santa Rosa High School a Santa Rosa, California.

- University of San Francisco (USF) - Santa Rosa

Distretti scolastici
- Bellevue Union
- Bennett Valley Union
- Mark West Union
- Oak Grove Union
- Piner-Olivet Union
- Rincon Valley Union
- Roseland
- Santa Rosa City Schools

Scuole private
- Cardinal Newman High School (9-12)
- Redwood Adventist Academy (K-12)
- Rincon Valley Christian School (K-12)
- Santa Rosa Christian School (K-12)
- Sonoma Academy (9-12)
- St. Eugene's Elementary School
- St. Luke's Elementary School
- St. Rose Elementary School
- Summerfield Waldorf School (K-12)
- Stuart School (K-8)
- Ursuline High School (9-12)

### Media
- KSRO, news & talk station base fuori Santa Rosa, trasmette il popolare talk show The Drive.
- The Press Democrat il principale giornale del Nord California dopo San Francisco fino ai confini dell'Oregon.
- North Bay Bohemian, settimanale gratuito, specializzato in cucina, arti e intrattenimento.
- KFTY TV50 è l'unica stazione TV privata di Santa Rosa.
- KORB, radio con quartier generale a Santa Rosa si ascolta su K300AO 107.9 MHz

## Geografia antropica

### Urbanistica

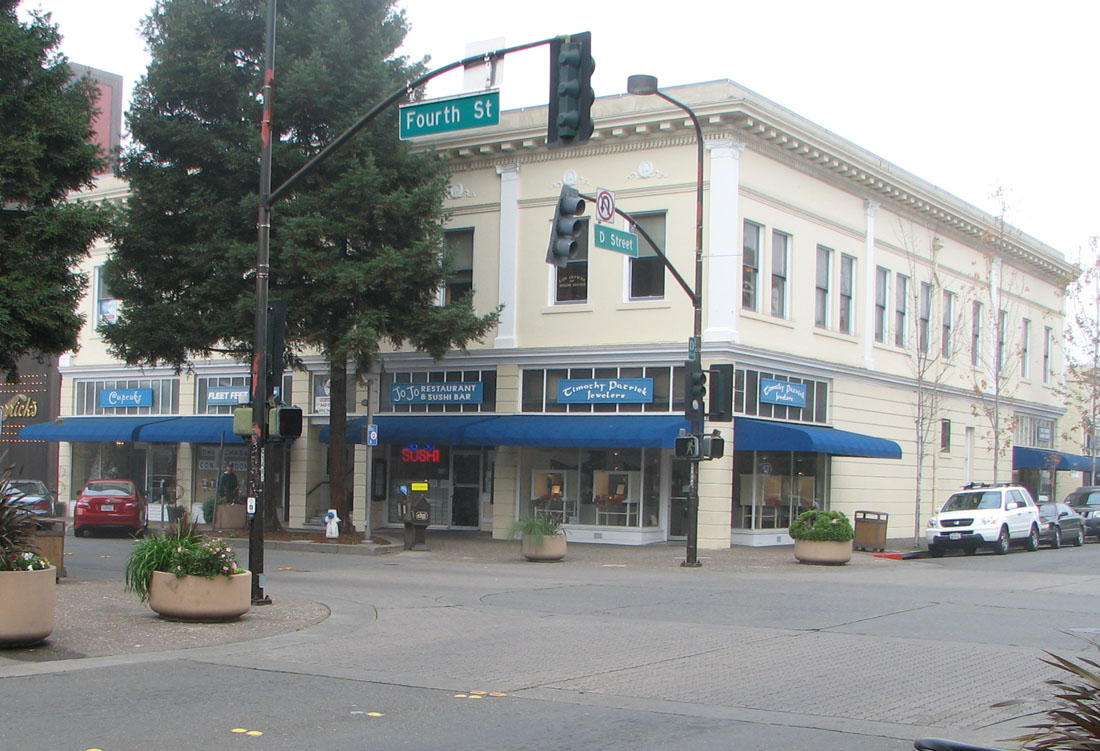
Incrocio tra 4th & D, Santa Rosa.

L'orticoltore Luther Burbank visse a Santa Rosa per più di 50 anni. Egli disse rispetto alla Sonoma County, "Io credo fermamente, rispetto a ciò che vedo, che questo sia il posto prescelto su tutta la terra per quanto riguarda lo sviluppo urbano eco compatibile." Per molti anni lo slogan di questa città fu "La città progettata per viverci", "The City Designed For Living."
All'inizio del 2007, la camera di commercio, il municipio, e la Santa Rosa Main Street, iniziarono a cercare un nuovo slogan, per aiutare la città di Santa Rosa a scoprire la propria identità." La camera di commercio disse che voleva sviluppare "un messaggio strategico per promuovere la città al turismo, alla residenza e all'impresa nell'anno 2007 e oltre."
Lo storico locale Gaye LeBaron, il 4 marzo del 2007 commentò su The Press Democrat, quotidiano locale:
C'è un gap tra la percezione media che si ha della città e la sua realtà ... ciò che abbiamo sono molte persone, alcuni residenti da tempo, altri nuovi residenti, che mai avrebbero voluto abitare nella quinta città più vasta di quest'area. E, spaventati da nuovi crimini, imbottigliati nel traffico, osservando alti edifici di nuova costruzione, sono molto arrabbiati! Quando smettete di pensare a questo, la rivelazione diviene ovvia. Abbiamo passato dei decenni a domandarci se dovevamo preservare Carrillo Adobe o the Hoag House, e costruire piazze come a Healdsburg o Sonoma, o dotarci di un museo storico adeguato come tutte le altre città del circondario, e perché qui ci si mette così tanto (20 anni per lo meno) per raggiungere il più semplice degli obiettivi civici, e perché mai dobbiamo assumere un urbanista che ci dica che cosa noi rappresentiamo. Questo succede perché non siamo più una cittadina, avvantaggiata dal fatto di essere piccola, ci siamo trasformati in una grande città mentre eravamo occupati a lamentarci della nostra città di periferia.

### Suddivisione amministrativa e località
Santa Rosa può essere suddivisa in quattro quadranti: Nordest, Sudest, Sudovest e Nordovest. U.S. Route 101 percorre la città da nord a sud e la divide in lato est e lato ovest. State Route 12 corre da est a ovest e divide la città in lato nord e lato sud.
Tra le località più prossime alla città di Santa Rosa vi sono:
- Bennett Valley
- Burbank Gardens Historic District[8]
- Cherry Street Historic District
- Coffey Park
- Hidden Valley
- Juilliard Park
- Junior College[9]
- Lomita Heights
- Montgomery Village
- North Junior College[10]
- North West Santa Rosa
- Oakmont Village[11]
- Olive Park
- Rincon Valley
- Roseland
- South Park
- St. Rose Historic District[12]
- Stonegate
- Town & Country/Grace Tract
- West End Arts & Theater District
- West End Historic District[13]
- West Junior College

## Economia
Forbes Magazine ha posto l'area metropolitana di Santa Rosa al 185º posto su 200, nella sua classifica sui posti migliori per gli affari economici del 2007.
Era al secondo posto cinque anni prima. L'area si è degradata a causa di un incremento del costo per l'inizio delle attività economiche e alla ridotta offerta di lavoro dovuta all'incremento del costo delle abitazioni.
La vita economica di Santa Rosa è strettamente collegata a quella della vicina Silicon Valley.

### Ditte che operano a Santa Rosa
Secondo il City's Community Profile 2008, cinque delle principali imprese di lavoro di Santa Rosa sono agenzie governative, quattro sono imprese manifatturiere, due sono ospedali, e una è un'impresa di pubblica utilità:
Governo:
- City of Santa Rosa
- County of Sonoma
- Santa Rosa City Schools
- Santa Rosa Junior College
- State of California

Manifattura:
- Agilent Technologies
- Amy's Kitchen
- JDS Uniphase (formerly OCLI)
- Medtronic Vascular

Ospedali:
- Kaiser Permanente
- Sutter Medical Center

Utilità pubblica:
- AT&T

Santa Rosa è anche sede di imprese note in ambito nazionale (California) come Moonlight Brewing Company e Russian River Brewing Company.

### Turismo

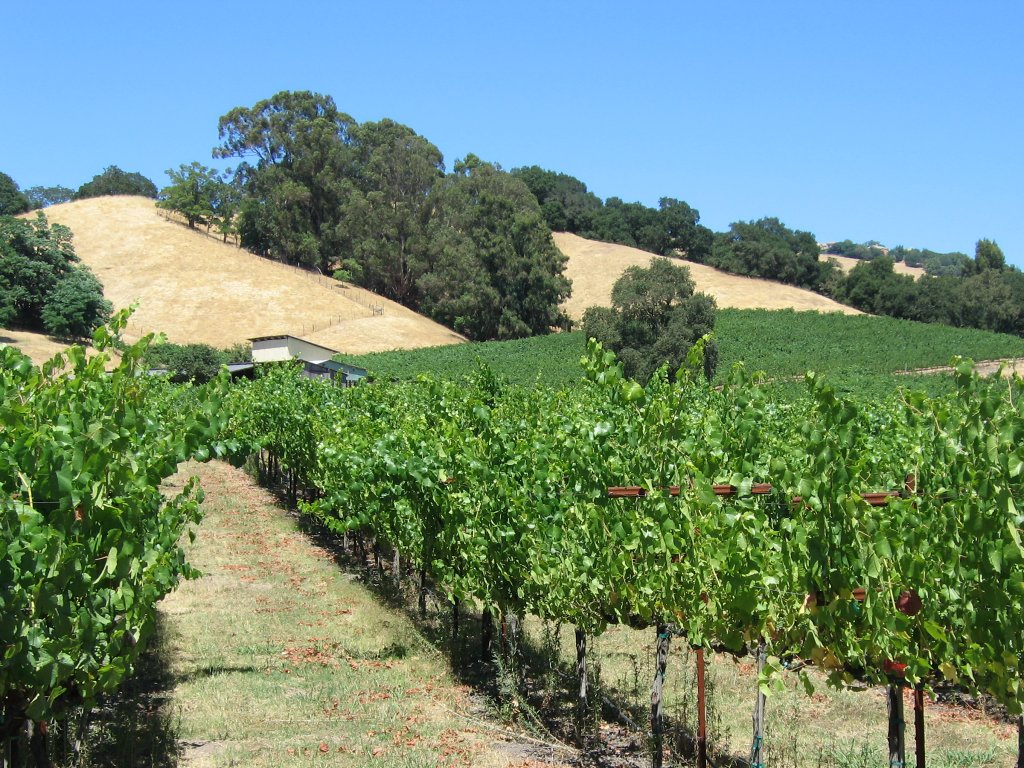
Mentre le più grandi aziende viticultrici della Sonoma County si trovano tra la Alexander, Russian River e la Sonoma Valleys, a Santa Rosa si trovano alcune aziende vinicole come questa vicino a Fountain Grove.

Santa Rosa rappresenta l'accesso di sud ovest alla Sonoma e Napa Valleys della famosa contea californiana denominata Wine Country. Molte aziende vinicole e vigneti sono limitrofe, così come la Russian River resort area, la Sonoma Coast lungo l'Oceano Pacifico, Jack London State Historic Park e alberi di redwood si trovano ad Armstrong Redwoods State Reserve.
Il City Council finanzia la Camera di Commercio per quanto riguarda la gestione del Santa Rosa Convention & Visitors Bureau. Il Principale ufficio si trova nella old railroad depot alla fine di Fourth Street, nella Historic Railroad Square. SRC&VB è il principale ufficio del turismo, California Welcome Center fin dal 2003.
Il centro (downtown) di Santa Rosa, fra la Old Courthouse Square e Railroad Square, è una zona commerciale, con ristoranti, nightclub, e teatro. Nel centro si trova anche il municipio, edifici pubblici, molte banche e uffici professionali. Il Santa Rosa Memorial Hospital medical center si trova appena ad est.
Il City Council ha fondato un gruppo privato, Santa Rosa Main Street, che si occupa di rivitalizzare il tradizionale business district. Sono in progetto tre nuovi grattacieli e un nuovo parcheggio. Il Council e la Downtown business boosters sperano che negli ultimi piani degli edifici si possano localizzare delle abitazioni così che l'area sia movimentata 24 ore su 24.
Le città vicine Bodega Bay, Calistoga, Guerneville, Healdsburg, Petaluma, Sebastopol, Sonoma e Windsor sono popolari per i turisti e facilmente accessibili da Santa Rosa.

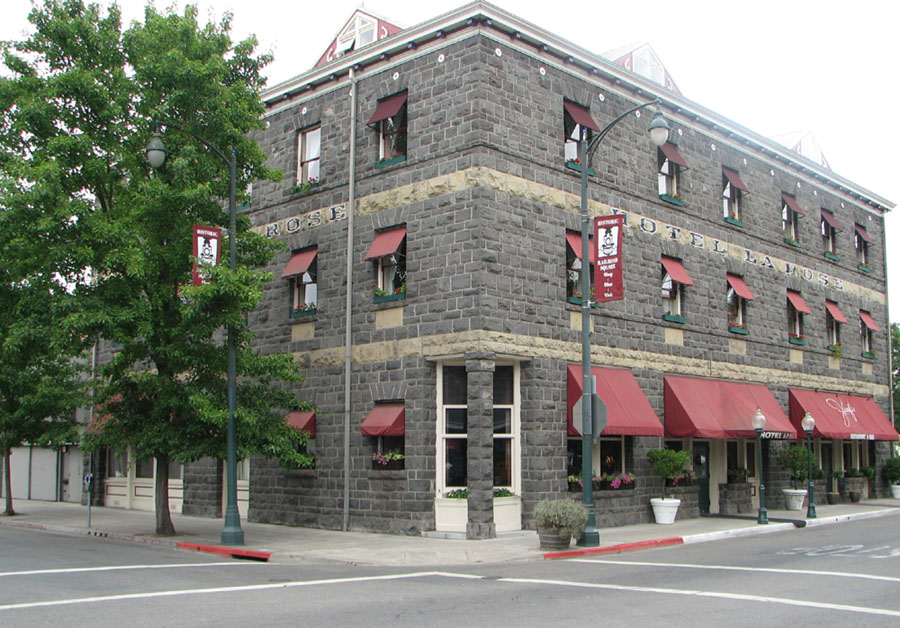
L'Hotel La Rose, costruito nel 1907, è un albergo ancora in funzione.

Railroad Square è la parte del centro che si trova a ovest della U.S. Route 101 e ha la più grande concentrazione di edifici commerciali storici. Di nota particolare sono quattro edifici di pietra grezza, due dei quali sono antecedenti al terremoto del 1906. Essi includono il deposito della Northwestern Pacific Railroad, che appare all'inizio ed alla fine di Shadow of a Doubt di Alfred Hitchcock e l'Hotel La Rose, costruito nel 1907 e registrato nel National Trust for Historic Preservation come uno degli Historic Hotels d'America. L'area contiene numerosi altri edifici storici, come l'ex deposito della Petaluma and Santa Rosa Railroad, e il Lee Bros. Building, che si trovano all'angolo tra la 4th e la Wilson Streets. Vicino ad esso nel West End district si trovano numerosi altri vecchi edifici, incluse non solo molte vecchie case ma anche la Mansione DeTurk Winery complex, che data 1880-1890, e il fienile DeTurk. Di notevole interesse nelle vicinanze c'è anche la vecchia fabbrica della Del Monte costruita nel 1894. Uno degli edifici più vecchi esistenti nella città, esso fu restaurato e divenne la 6th Street Playhouse nel 2005.
Attrazioni locali

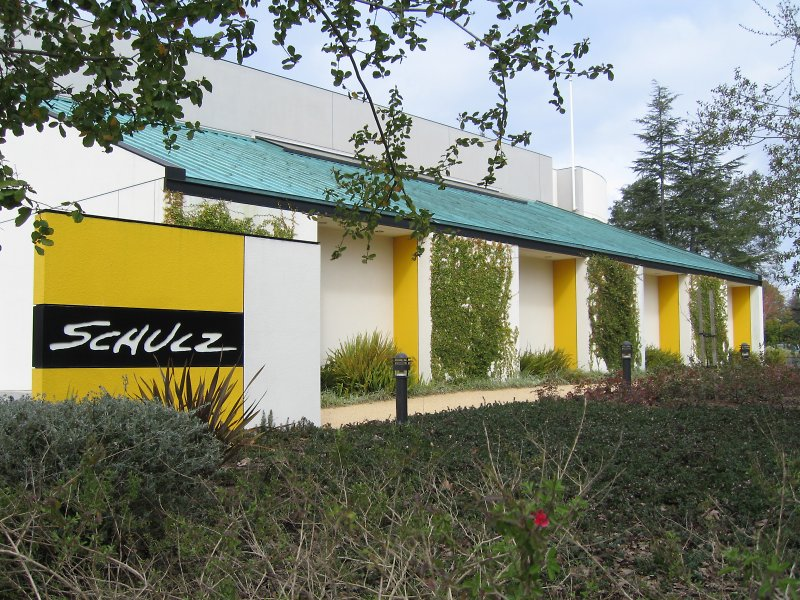
Il museo e centro di ricerche di Charles M. Schulz all'angolo di West Steele Lane e Hardies Lane, vicino allo Snoopy Home Ice skating.

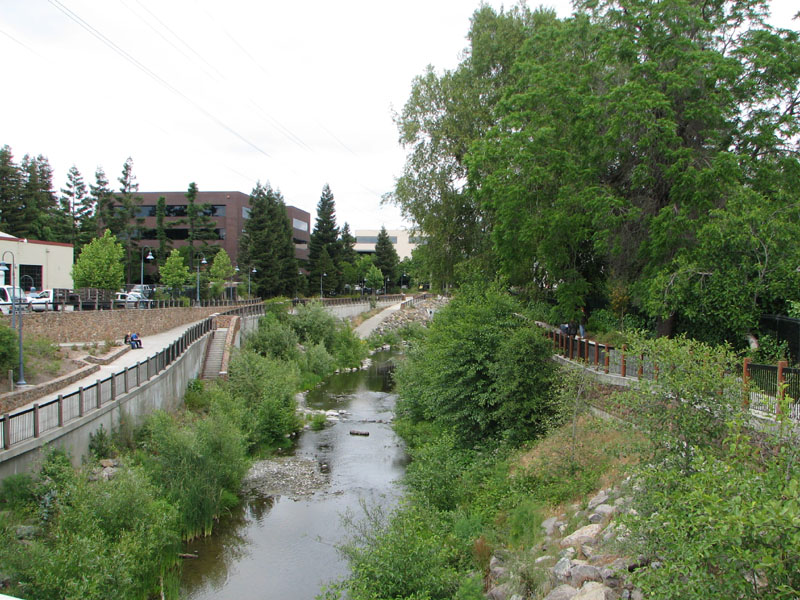
Prince Memorial Greenway è un percorso ciclabile e pedonale che attraversa il centro di Santa Rosa.

- Carrillo Adobe. Costruito nel 1837 per Doña María Ignacio López de Carrillo (la suocera del generale Mariano Vallejo), il Carrillo Adobe fu la prima casa della futura città di Santa Rosa. I resti della casa dei Carrillo si trovano vicino a Montgomery Drive, su una proprietà della diocesi, adiacente alla cattedrale di St. Eugene.
- Luther Burbank Home and Gardens
- Charles M. Schulz Museum and Research Center
- Redwood Empire Ice Arena ("Snoopy's Home Ice")
- Sonoma County Museum
- Annadel State Park
- Spring Lake Regional Park
- Prince Memorial Greenway. Si tratta di un percorso pedonale e ciclabile lungo il Santa Rosa Creek attraverso il centro e verso il confine ovest della città. Nei pressi di Railroad Square, si connette direttamente alla Joe Redota Trail, una via lastricata che conduce a Sebastopol.[19]
- Railroad Square. Con la maggior concentrazione di edifici commerciali storici di Santa Rosa, questa parte del centro è popolare sia tra i turisti sia tra i locali.
- Historic residential neighborhoods. Sebbene la maggior parte degli edifici commerciali di Santa Rosa fu distrutta dal terremoto del 1906, praticamente tutte le numerose case presenti sono sopravvissute fino ai giorni nostri. Ciò fa sì che, Santa Rosa possieda dei quartieri storici sia nel centro sia nei dintorni. Vi sono numerose vecchie case, molte di tipo Vittoriano. La maggior parte delle quali si trovano in quieti viali alberati.

## Infrastrutture e trasporti
La città si delinea lungo la U.S. Route 101, circa un'ora a nord di San Francisco attraverso il Golden Gate Bridge. Un servizio aereo della Horizon Air, con partenza dall'aeroporto Charles M. Schulz - Sonoma County Airport, che si trova a nord di Santa Rosa, collega la città a Las Vegas, Los Angeles, Portland, e Seattle. Il consiglio comunale, City Council cerca anche di incoraggiare un maggiore sviluppo commerciale e residenziale lungo la già pianificata linea ferroviaria Sonoma-Marin Area Rail Transit (SMART) da Larkspur a Cloverdale, parallela alla Highway 101. Il Sonoma-Marin Area Rail Transit, attivato il 25 agosto 2017, è stato finanziato da una tassazione approvata dai cittadini di Sonoma e Marin nel 2008.

## Amministrazione

### Politica
Nella legislazione dello Stato della California Santa Rosa rappresenta il Secondo distretto del Senato, ed è rappresentata dalla senatrice del partito democratico Pat Wiggins, ed il settimo distretto della California State Assembly, rappresentato dalla democratica Noreen Evans.
Dal punto di vista federale, Santa Rosa è nel California's 6th congressional district, che ha rappresentanza di voto Cook PVI of D +23 ed è rappresentata dalla democratica Lynn Woolsey.

### Gemellaggi
- Čerkasy
- Jeju
- Los Mochis